# Юдинский сельский округ (Одинцовский район)
Юдинский сельский округ — упразднённая административно-территориальная единица, существовавшая на территории Одинцовского района Московской области в 1994—2006 годах.
Юдинский сельсовет был образован 17 июля 1939 года в составе Звенигородского района Московской области. В его состав вошла территория упразднённого Юдинского поселкового совета — селения Юдино и Трубачеевка.
14 июня 1954 года к Юдинскому с/с был присоединён Перхушковский сельсовет.
22 июня 1954 года из Юдинского с/с в Ликинский были переданы селения Жаваронки, Катуары, Осоргино и Солманово.
17 января 1955 года из Назарьевского с/с в Юдинский было передано селение Власиха.
7 декабря 1957 года Звенигородский район был упразднён и Юдинский с/с был передан в Кунцевский район.
28 июля 1960 года в связи с упразднением Кунцевского района Юдинский с/с был передан в восстановленный Звенигородский район.
1 февраля 1963 года Звенигородский район был упразднён и Юдинский с/с вошёл в Звенигородский сельский район. 11 января 1965 года Юдинский с/с был передан в новый Одинцовский район.
21 июня 1968 года в Юдинском с/с был образован посёлок Николино Поле.
3 февраля 1994 года Юдинский с/с был преобразован в Юдинский сельский округ.
9 августа 2004 года в Юдинском с/о деревня Юдино и посёлок Юдино были объединены в село Юдино. Посёлок Трубачеевка был преобразован в деревню.
1 сентября 2004 года к Юдинскому с/о были присоединены дачный посёлок Дубки (преобразованный при этом в село), а также находившиеся в его административном подчинении село Акулово, деревня Бородки и посёлки ВНИИССОК, дома отдыха «Озёра» и Красный Октябрь.
6 сентября 2004 года к Юдинскому с/о были присоединены дачный посёлок Жаворонки (преобразованный при этом в село). При этом центр Юдинского с/о был перенесён из села Юдино в село Жаворонки.
В ходе муниципальной реформы 2004—2005 годов Юдинский сельский округ прекратил своё существование как муниципальная единица. При этом его населённые пункты были переданы частью в городское поселение Лесной городок, частью в городское поселение Одинцово, а частью в сельское поселение Жаворонковское.
29 ноября 2006 года Юдинский сельский округ исключён из учётных данных административно-территориальных и территориальных единиц Московской области.